# 森特維尤 (密蘇里州)
森特維尤（英語：Centerview）是位於美國密蘇里州約翰遜縣的城市。

## 人口
根據2020年美國人口普查的數據，森特維尤的面積為0.51平方千米，皆為陸地。當地共有人口189人，而人口密度為每平方千米371人。